# MEG V 70.01
Die Diesellokomotive MEG V 70.01 der Mittelbadischen Eisenbahn-Gesellschaft (MEG) ist eine dieselhydraulische Lokomotive mit der Achsfolge B’B’.
Sie wurde als Einzelexemplar mit der Fabriknummer 5117 von der Lokomotivfabrik Gmeinder in Mosbach 1959 hergestellt und auf der Bregtalbahn eingesetzt. Nach deren Stilllegung wurde die Lokomotive auf anderen Strecken der Südwestdeutschen Eisenbahnen Aktiengesellschaft (SWEG) verwendet. Seit 2020 fährt die Lokomotive bei der Schwäbischen Alb-Bahn vornehmlich im Güterverkehr.

## Geschichte
Um Dampflokomotiven im Güterzugbetrieb zu ersetzen, bestellte die Mittelbadische Eisenbahn-Gesellschaft diese Lokomotive bei der Lokomotivfabrik Gmeinder. Gmeinder hatte bis zu dieser Zeit vornehmlich Kleindiesellokomotiven gefertigt. Der Neubau hat sich gut bewährt, weil er extra für die Bedürfnisse der Bregtalbahn konstruiert wurde.
Durch die leicht geneigten Führerhauswände und die leicht nach vorn abfallenden Vorbauten hat die Lokomotive ein gefälliges Aussehen. Bei der Bregtalbahn war sie vorrangig im Güterzugdienst eingesetzt. Im Personenzugdienst und mit Güterzügen mit Personenbeförderung (GmP) konnte sie nur im Sommerhalbjahr verkehren, weil sie keinen Heizkessel besitzt.
Die Lokomotive, auch als Typ 65 D bezeichnet, war bis zur Betriebseinstellung der Bregtalbahn im Dienst und in Furtwangen beheimatet. Durch Fusion ging am 1. Oktober 1971 die Bregtalbahn in die Südwestdeutsche Eisenbahnen Aktiengesellschaft über, die sie auf der Kaiserstuhlbahn und später auf der Achertalbahn einsetzte. Hier beförderte sie bis zum Fristablauf 2018 vorrangig Schotterzüge.
Seit 2020 ist sie bei der Schwäbischen Alb-Bahn, besonders für die Beförderung von Holztransporten.

## Konstruktive Merkmale
Die Lokomotive wurde für den Rangierbetrieb sehr robust ausgeführt. Während ihrer gesamten Betriebszeit hatte sie einen Motor mit 700 PS. Dieser treibt ein Strömungsgetriebe von Voith mit der Bezeichnung L 306 r an. Davon werden über ein Zwischengetriebe und die Achsgetriebe alle vier Achsen angetrieben.
Von dem hoch gelegenen Führerstand hat der Lokomotivführer eine gute Streckensicht. Das Laufwerk ist einfach und übersichtlich angeordnet. Die Achslager sind in den Drehgestellen mit Megi-Federung gelagert. Die Lokomotive konnte bei ihren Betreibern mit Laufruhe, robuster Konstruktion und der Leistung von 700 PS bei sparsamen Verbrauch überzeugen.